# Ole Kajberg
 Der er flere personer med dette navn, se Ole Kajberg (bokser).
Ole Kajberg (født 1945) er en tidligere dansk atlet medlem af Glostrup IC. Han slog som 18-årig dansk seniorrekord i længdespring med 7,34 meter i en atletikholdkamp mellem Glostrup IC, Skovbakken og Holte IF, det var en forbedring på fire centimeter af den 33 år gamle danske rekord sat 1931 af Willy Rasmussen. Kajbergs rekord blev samme år slået af Jens Pedersen.

## Danske mesterskaber
Senior
- Sølv 1964 Længdespring 7,29
- Sølv 1963 Længdespring 7,04

Junior -20 årige
- Guld 1964 110 meter hæk 15,2
- Guld 1964 Længdespring 7,08
- Guld 1964 Trespring 13,35

Ungdom 17/18 årige
- Guld 1963 110 meter hæk 15,4
- Guld 1962 110 meter hæk 15,2
- Guld 1962 Længdespring 6,62
- Guld 1962 Trespring 13,60

## Danske rekorder
- Længdespring: 7,34 1964